# Gackt
Gakuto Ōshiro (大城 ガクト Ōshiro Gakuto?,  Prefectura de Okinawa, Japón, 4 de julio de 1973), mejor conocido bajo su nombre artístico de Gackt, es un músico, cantante, compositor y actor japonés. Activo desde 1993, fue inicialmente conocido como miembro de la banda indie rock Cains:Feel, y luego como vocalista y pianista de la ahora inactiva banda de rock/visual kei, Malice Mizer, antes de comenzar su carrera en solitario en 1999. Ha lanzado nueve álbumes de estudio y, con cuarenta y seis sencillos lanzados, tiene el récord como el solista masculino con los diez mejores sencillos consecutivos en la historia de la música japonesa.
Su sencillo «Returner ~Yami no shūen~», lanzado el 20 de junio de 2007, fue el primero en alcanzar el puesto número uno en las listas de Oricon. Se convirtió en el primer artista japonés en lanzar su catálogo de música en iTunes en octubre de 2007.
Su música ha sido utilizada como temas para videojuegos como Dirge of Cerberus: Final Fantasy VII, películas de anime como Mobile Suit Zeta Gundam y series de televisión. Además de su carrera musical, Gackt ha actuado en varias películas, incluyendo una película que él escribió, Moon Child, y su debut internacional Bunraku, y series de televisión como el drama de NHK, Fūrin Kazan. También actuó en vivo en obras de teatro, una de las cuales fue escrita, compuesta y dirigida por él Moon Saga - Mysteries of Yoshitsune I&II.

## Biografía

### Primeros años
Gakuto Ōshiro nació el 4 de julio de 1973 en la prefectura de Okinawa, Japón, como el segundo de los tres hijos de una familia originaria de las Islas Ryūkyū. Su padre fue maestro de música, que tocaba principalmente trompeta, su madre también era maestra. Gackt tiene una hermana mayor y un hermano menor. Debido al trabajo de su padre vivió en diferentes ciudades además de Okinawa: Yamaguchi, Fukuoka, Shiga, Osaka y Kioto. Estudió en la escuela secundaria de Moriyama en Shiga y se matriculó en la Universidad de Kioto Gakuen.
La educación musical de Gackt comenzó a los tres años, cuando sus padres empezaron a darle lecciones piano clásico. Se cansó del piano a los siete años cuando entró a la escuela primaria, y debido a una mudanza tuvo que cambiar de maestros. Pasarían otros cuatro años hasta que sus padres le permitieran dejar las clases. Dado que su padre tocaba la trompeta, Gackt también estaba familiarizado con los instrumentos de viento. Él ha acreditado al pianista y compositor clásico Frédéric Chopin por ser «el que me enseñó la belleza, la profundidad, la diversión, la tristeza, la amabilidad de la música, que la música podría dar coraje a la gente, y el significado de las capas de sonido. No es una exageración decir que Chopin es el fundamento de mi música». Habiendo escuchado solo música clásica y enka mientras crecía, no estuvo interesado en el rock hasta que fue un adulto joven. Citó la obra de Led Zeppelin «Stairway to Heaven» como «algo especialmente inspirador, que pasó a dominar la percusión y la guitarra eléctrica moderna».

### 1993-1998: Primeros esfuerzos musicales y Malice Mizer
A principios de los 90, dejó de tocar la batería y no tuvo ninguna actividad en bandas ni en estudio. Se desempeñó en varios trabajos, entre ellos en un casino, y como técnico de sonido en un estudio. Cuando Gackt tenía veinte años de edad, conoció al guitarrista You Kurosaki, su futuro guitarrista de soporte en su carrera en solitario, en una casa de música, y formaron la banda Cains:Feel (con referencia bíblica a la historia de Caín y Abel). Debido a los pocos conocidos que tenían en ese momento, Gackt se convirtió en el líder, la banda grabó un par de cintas de demostración.
En 1995, fue presentado a la banda de rock/visual kei Malice Mizer, que en ese momento estaba en un hiato debido a que el vocalista Tetsu había dejado la banda. Gackt se mudó a Tokio y se unió a ellos en octubre de 1995. Como vocalista y pianista, aportó dos canciones a su catálogo, «regret» y «Le ciel», siendo el último su sencillo más exitoso en la banda. Durante este tiempo, la fama del grupo se disparó; Y, después de cuatro años y dos álbumes de estudio, en enero de 1999, se anunció oficialmente que había dejado la banda. Según su autobiografía, las diferencias de los demás miembros, la obsesión, el ingreso repentino de dinero, y su aislamiento de la banda llevaron a su partida.

### 1999-2001: Debut como solista,Mizérable,Mars, yRebirth
Gackt comenzó su carrera en solitario el 1 de enero de 1999. Después de haber completado grabaciones, su primer concierto como artista en solitario fue la gira '99 Gackt RESURRECTION, que contó con 12 fechas en todo Japón, seguida el 12 de mayo por su lanzamiento de debut, Mizérable, con la disquera Nippon Crown. El álbum llegó al segundo lugar, y se mantuvo 12 semanas en las listas de Oricon. Obtuvo la certificación de oro, por la venta de más de 200.000 copias, por parte de RIAJ. Utilizó el mismo título para el sencillo «Mizérable», que alcanzó el segundo lugar, y se mantuvo nueve semanas en las listas. En julio, actuó en el Shock Wave Illusion en Osaka y Tokio. El 11 de agosto, Gackt lanzó su segundo sencillo, «Vanilla». Alcanzó el cuarto lugar, se mantuvo 10 semanas en las listas y disfrutó de un éxito considerable y obtuvo la certificación de oro por RIAJ.

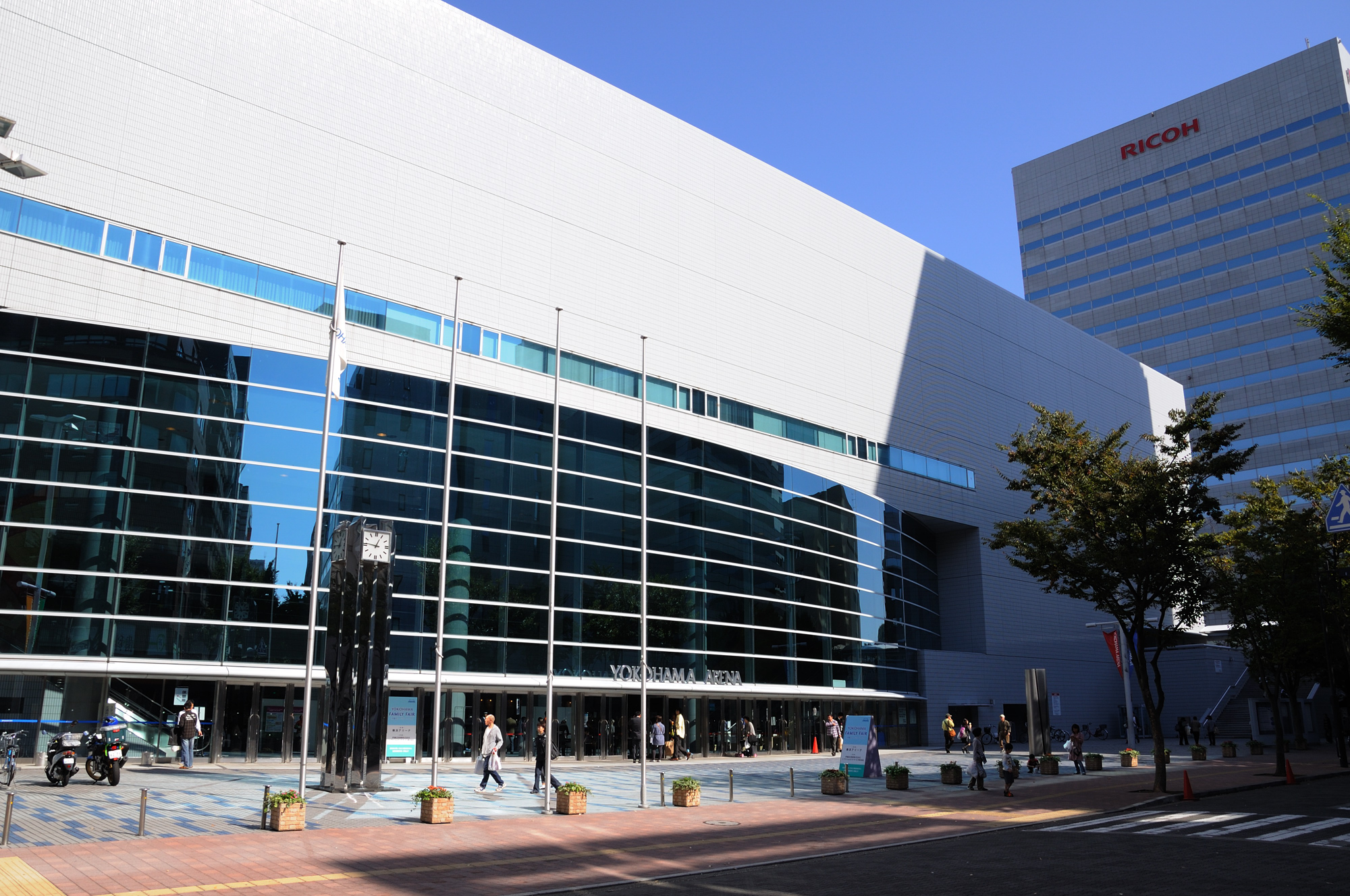
Fachada del Yokohama Arena, lugar donde tocó por última vez con Malice Mizer y donde ocasionalmente se presenta durante sus giras.

En 2000, los días 9 y 16 de febrero, fueron lanzados su tercer y cuarto sencillo, «Mirror» y «Oasis», alcanzaron el noveno y sexto lugar, respectivamente, ambos se mantuvieron seis semanas en las listas. Su quinto sencillo fue lanzado el 8 de marzo, «Sekirei ~seki-ray~» que alcanzó el octavo lugar y se mantuvo seis semanas en las listas. Gackt se unió a un guitarrista de apoyo y productor asociado Chachamaru, y diseñó dos guitarras para Caparison Guitars, un fabricante de guitarras eléctricas de gama alta, llamadas "Mercury" y "Venus" que ocasionalmente utiliza en sus presentaciones en vivo. El 26 de abril, lazó su primer álbum Mars. Alcanzó el tercer lugar, y se mantuvo cinco semanas en las listas, fue certificado de oro por RIAJ. Al día siguiente, Gackt inició una gira nacional, Mars Sora Kara no Homonsha -Kaisō-, que incluyó 16 fechas, y el 1 de julio, realizó el concierto final de la gira en el Yokohama Arena. El 30 de agosto, lanzó su sexto sencillo, «Saikai ~Story~». Alcanzó el séptimo lugar y se mantuvo seis semanas en las listas. El séptimo sencillo «Secret Garden» fue lanzado el 16 de noviembre, alcanzó el décimo lugar y se mantuvo cinco semanas en las listas. El 16 de diciembre, lanzó la primera edición de la serie de cajas recopilatorias Platinum Boxes.
En 2001, el 14 de marzo fue lanzado su octavo sencillo, «Kimi no tame ni dekiru koto». Alcanzó el sexto lugar y se mantuvo 18 semanas en las listas, récord personal que mantuvo hasta 2009. El 25 de abril, su segundo álbum Rebirth fue lanzado. Fue el primer álbum conceptual de su carrera, concebido en torno a la narrativa de ficción durante la Segunda Guerra Mundial llamada "Requiem et Reminiscence". El álbum incluye sencillos previamente lanzados, «Sekirei ~seki-ray~» y «Secret Garden». Alcanzó el tercer lugar y se mantuvo 21 semanas en las listas. Recibió la certificación de oro de RIAJ. El 3 de mayo inició la gira Requiem et Reminiscence que incluyó 18 fechas en 14 locaciones en todo Japón. El concierto final de la gira se celebró el 23 de junio en el Yokohama Arena. El 5 de septiembre, lanzó su noveno sencillo, «Another World», fue el primero de sus sencillos en alcanzar el segundo lugar, se mantuvo 17 semanas en las listas y vendió más de 250.000 copias, convirtiéndose en su sencillo más vendido. Recibió la certificación de oro de RIAJ. Después de los acontecimientos del 11 de septiembre, en Nueva York, Gackt escribió una canción por la paz mundial, fue lanzada como un sencillo bajo el título «Jūnigatsu no Love Song». Alcanzó el quinto lugar y se mantuvo en las listas por nueve semanas. Entre los años 2001 y 2004, la canción fue reeditada para versiones en inglés, coreano y chino, cuyos lanzamientos siempre fueron antes del día de Navidad. En la segunda mitad de 2001, durante el lanzamiento de «Another World» Gackt comenzó a trabajar en su segundo proyecto conceptual Moon.

### 2002-2003:Moon, la películaMoon Child, yCrescent
En 2002, el 24 de abril fue lanzado su decimoprimer sencillo, «Wasurenai kara». Alcanzó el cuarto lugar y se mantuvo cinco semanas en las listas. El 6 de junio, Gackt inició la gira nacional, In House, en el que presentó su nuevo concepto. El 16 de junio, su tercer álbum Moon fue lanzando. Es el álbum más vendido de Gackt, alcanzó el segundo puesto en las listas y obtuvo la certificación de oro de RIAJ. El 22 de septiembre, en el Gimnasio de los Trabajadores de Beijing, China, se llevó a cabo un gran evento musical "China-Japan: Holding Hands, Moving together" como parte de la conmemoración del 30 aniversario de la normalización de relaciones diplomáticas chino-japonesas, en el que Gackt fue uno de los representantes de Japón. El 14 de octubre, continuó el proyecto concepto con una nueva gira nacional Kagen no Tsuki que incluyó 22 fechas en 15 locaciones en todo Japón. El concierto final de la gira se celebró el 24 de diciembre en el Yokohama Arena.
En 2003, Gackt comenzó a trabajar en la película Moon Child en colaboración con el coestrella Hyde, con el que también interpretó la canción del tema de la película «Orange no Taiyō». Gackt escribió el guion y realizó escenas de acción en Taiwán. La película fue lanzada el 19 de abril en Japón y proyectada el 13 de mayo en el Festival de Cannes y el 12 de abril de 2004 en el Festival de Cine de Filadelfia. El 19 de marzo fue lanzado su decimotercer sencillo «Kimi ga Oikaketa Yume». Que es uno de los cinco en alcanzar el segundo lugar y permanecer diez semanas en las listas. Obtuvo la certificación de oro de RIAJ. El 5 de mayo inició la gira nacional Jōgen no Tsuki continuando con el concepto de la gira anterior, incluyó 13 fechas en 8 locaciones en Japón finalizando el 6 de julio en el Yokohama Arena. El 11 de junio fue lanzado su decimocuarto sencillo «Tsuki no uta» y el 30 de junio el decimoquinto sencillo «Lu:na/Oasis», alcanzando el tercer y quinto lugar respectivamente, ambos recibieron la certificación de oro de RIAJ. El 27 de septiembre actuó como invitado especial en programa televisado Kingdom Rock Show en conmemoración del 45 aniversario de TV Asahi. El 2 de octubre, Gackt interpretó la canción «Love» de John Lennon en el concierto Dream Power: John Lennon Super Live organizado por Yoko Ono en el Saitama Super Arena. Aparte de la película y las grabaciones de estudio para sus proyectos, el 26 de septiembre Gackt publicó su autobiografía Jihaku, y el 30 de octubre la novela Moon Child Chikoka, una versión literaria de la película. El 12 de noviembre, fue lanzado su decimosexto sencillo «Last Song». Alcanzó el quinto lugar y se mantuvo en las listas por 13 semanas. Recibió la certificación de oro de RIAJ. En la víspera de Año Nuevo de 2003, Gackt actuó por primera vez en el 54 festival de música Kōhaku Uta Gassen.

### S.K.I.N.
Debido a una promesa con el músico Yoshiki (fundador de la mítica X Japan), Gackt estuvo trabajando como vocalista para la banda S.K.I.N., que tenía como objetivo juntar a algunos de los mejores y más reconocidos artistas de Japón para adquirir fama en otras partes del mundo. Incluyendo a Gackt, S.K.I.N. lo formaron el propio Yoshiki, Sugizo (de Luna Sea) y Miyavi. Dicha banda hizo su presentación al público en Los Ángeles, el día 29 de junio de 2007, pero no se ha hecho ninguna otra presentación, de los cuales no hay registro oficial por parte de las discografías, solo grabaciones de fanes presentes aquel día.

### YELLOW FRIED CHICKENz
En 2010 GACKT realizó un concierto -solo hombres- siendo un éxito total. Durante los meses siguientes, se siguieron realizando pequeños lives los cuales en julio fueron expandidos a Europa. Al año siguiente, GACKT volvió con el mismo concepto pero esta vez los integrantes fueron modificados, saliendo Jun-ji y Chirolyn, siendo reemplazados por Shinya, reconocido baterista de Luna Sea, Takumi y U:Zo, además de compartir escenario con el también vocalista de la banda indie de rock fade, Jon Underdown. Con esta formación lanzaron dos Singles, THE END OF THE DAY y ALL MY LOVE en 2011. En marzo de 2012 lanzan su primer y , hasta ahora, único álbum, YELLOW FRIED CHICKENz I. Sin embargo, el 4 de julio de 2012 (día que coincidió con su cumpleaños número 39), la banda realizó su último concierto, separándose hasta nuevo aviso.

### Proyectos en Hollywood
Gackt rodó una película en Hollywood llamada Bunraku, donde destacan en el reparto actores consagrados como los norteamericanos Josh Hartnett y Woody Harrelson, el español Jordi Mollà y la actriz norteamericana Demi Moore. La película fue escrita y dirigida por Guy Moshe, quien pidió personalmente a Gackt que participara en la película tras quedar impresionado con su actuación en Fuurin Kazan interpretando el papel de Uesugi Kenshin. En la trama, un misterioso vagabundo (Josh Hartnett) busca de venganza y el guerrero samurái Yoshi (Gackt Camui) intenta recuperar un medallón de su familia, pero ambos se cruzan en una ciudad aterrorizada por violentos criminales y unen sus fuerzas para combatir a la banda criminal de Nicola (Ron Perlman) y la 'femme fatale' Alexandra (Demi Moore). Ambos trabajarán bajo la supervisión del propietario del Horseless Horseman Saloon (Woody Harrelson).

## GacktJob
Miembros actuales
- You Kurosaki - violín, guitarra
- Yukihiro Fujimura "Chachamaru" - coros, guitarra solista
- Sato (Ex-Lc5) - Bajo
- Kei Yamazaki - Batería

Miembros de apoyo
- Ju-ken - bajista (Actualmente en VAMPS)
- Nell - batería
- Minami - batería
- Jinsei Rikori - batería
- Akira Yamaoka - guitarra acústica, piano y de más

Miembros anteriores
- Ryuchi - batería
- Ren - bajo (actualmente en LinClover)
- Masa - guitarra rítmica (actualmente en Maamaasa Muu, pero también estuvo con Spiky)
- Toshi - batería (actualmente trabaja con Spiky)
- Ju-ken - bajista (también fue bajista de apoyo con Ayumi Hamasaki y ahora trabaja para el grupo de VAMPS organizado por Hyde)
- Hiroshi "Chirolyn" Watanabe - bajo
- Jun-ji - batería (baterista de SIAM SHADE y BULL ZEICHEN 88. También participa en Acid Black Cherry)
- Igao - teclado

Miembros YFC
- GACKT - Vocal
- Jon - Vocal (También vocalista en fade)
- You Kurosaki - Guitarra
- Yukihiro "Chachamaru" Fujimura - Guitarra
- Takumi – Guitarra
- U:Zo – Bajo
- Shinya – Batería (Baterista en Luna Sea)

## Discografía

### Álbumes
- 2000: MARS
- 2001: Rebirth
- 2002: MOON
- 2003: Crescent
- 2005: Love Letter
- 2005: DIABOLOS
- 2009: RE:BORN
- 2016: Last Moon

#### Miniálbumes
- 1999: Mizérable